# Gibljivi dumper tovornjak
Gibljivi dumper tovornjak (ang. articulated hauler) je vrsta tovornjaka za gradbena in zemeljska dela. Sestavljen je iz dveh delov: sprednji del z motorjem - imenovan tudi vlačilec (traktor) in zadnji del s kesonom. Po navadi ima pogon na vsa kolesa in lahko operira na precej slabših terenih kot običajen dumper. Prve gibljive dumperje je predstavil Volvo leta 1966.
Glavni proizvajalci so Volvo CE (okrog 50% trga), Caterpillar, Terex, John Deere/Bell Equipment in Moxy/Doosan. 
Sprva so te vrste tovornjaki uporabljali samo za transport materiala, pozneje pa tudi za mešanje betona, za transport lesa, vode in intermodalnih zabojnikov in tudi kot dvigalo. 
Kapacitete gibljivih dumperjev so do največ 50 ton materiala.